# Rozhledna Zvičina
Rozhledna Zvičina je umístěna na Raisově chatě v Podkrkonoší v nadmořské výšce 672 metrů na kopci Zvičina na katastrálním území obce Třebihošť v okrese Trutnov.
Hostinec vznikl v roce 1891. Raisova chata byla zakoupena Klubem českých turistů 26. dubna 1900 od Národní jednoty severočeské. Pro obtíže s koncesemi byl ale objekt v roce 1903 uzavřen a roku 1904 znovuotevřen. Další stavební úpravy proběhly v roce 1908, kdy byla přistavěna veranda. Znovuotevření proběhlo 16. května 1908. V noci z 11. dubna na 12. dubna 1909 němečtí výtržníci zdemolovali místnosti chaty. V květnu až říjnu 1913 byla vystavěna přístavba chaty podle stavitele Porcala.
Na hostinci byla v roce 1925 postavena nástavba. Je to otáčivá věž s prosklenou vyhlídkovou nástavbou. Pro lepší požitek z rozhledny byl nainstalován v rozhledně také astronomický dalekohled.
Na začátku 90. let 20. století byla rozhledna zavřena.
Na začátku 10. let 21. století byl její provoz obnoven.
Rozhledna je otevřena celý rok. V turistické sezóně kromě pondělí a mimo sezónu jenom o víkendech.

## Panorama

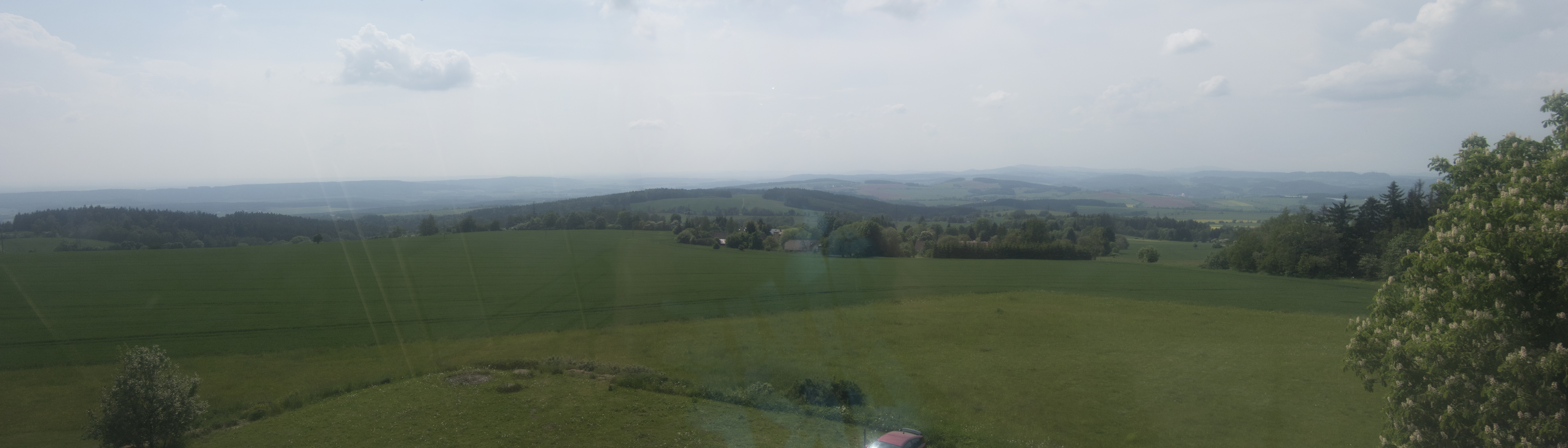
Výhled na jih

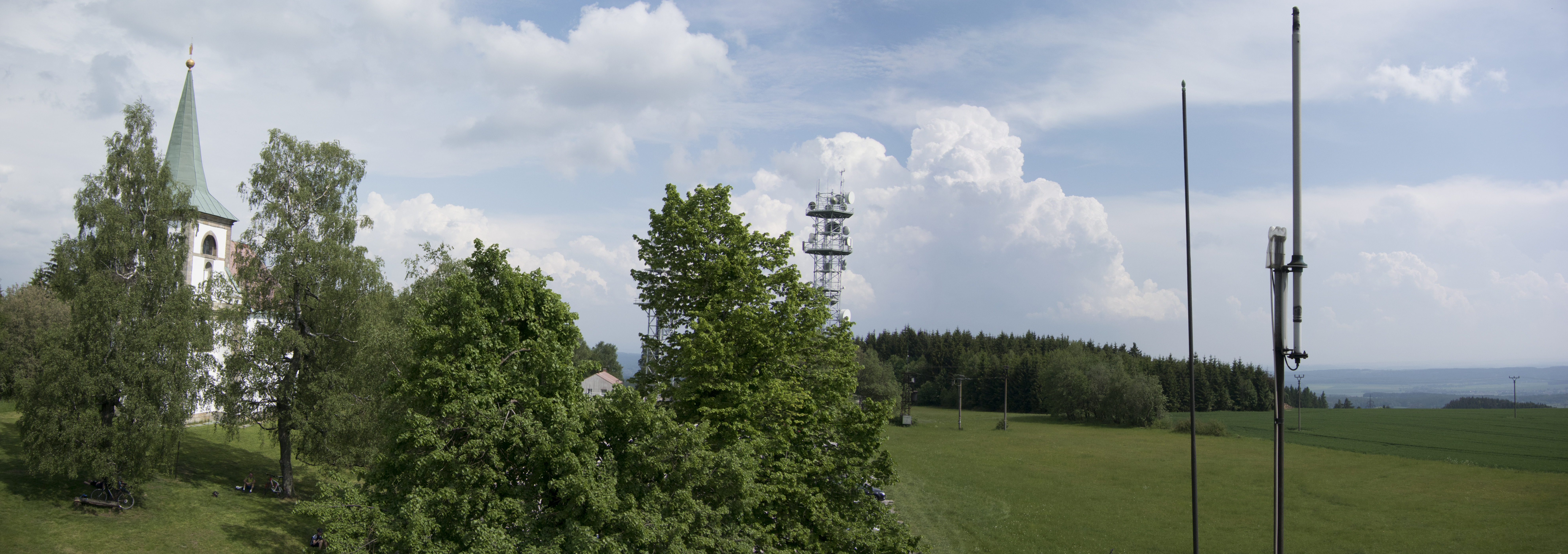
Výhled na západ